# Johanna Antoni
Johanna Eleonore Antoni, geb. Klant (* 23. Februar 1762 in Schweidnitz, Schlesien; † 1843 ebenda) war eine deutsche Schriftstellerin.

## Leben
Antoni wuchs als Tochter armer Eltern auf. Von ihrem siebenten bis zu ihrem zwölften Lebensjahr besuchte sie die Schule, war jedoch als Mädchen und Kind bedürftiger Eltern von höherer Bildung ausgeschlossen. 
Sie heiratete am 17. Mai 1780 in Schweidnitz den königlich-preußischen Akzise-Kontrolleur Antoni († 1806). Zusammen lebten sie in einfachen Verhältnissen. Die Bekanntschaft mit einem literarisch interessierten Kaufmann brachte Antoni dazu, selbst Gedichte zu verfassen. Ein Teil erschien 1792 gesammelt unter dem Titel Poetische Versuche im Druck. Sie veröffentlichte unter Pseudonym beziehungsweise anonym zudem in schlesischen Zeitschriften und wirkte auch als Schauspielerin.